# Sukzessivlieferungsvertrag
Sukzessivlieferungsverträge sind einheitliche Kauf- oder Werklieferungsverträge, die auf die Erbringung von Leistungen in zeitlich aufeinanderfolgenden Raten erbracht werden.

## Allgemeines
Der Sukzessivlieferungsvertrag kommt in zwei Unterarten vor, dem Ratenlieferungsvertrag (auch „echter“ Sukzessivlieferungsvertrag) und dem Bezugslieferungsvertrag.

### Ratenlieferungsvertrag
Beim Ratenlieferungsvertrag wird eine bestimmte Menge geschuldet, die von vornherein bestimmt und in Teilmengen zu liefern ist. § 266 BGB, der Teilleistungserbringung grundsätzlich untersagt, gilt hier nicht. Nach der BGH-Rechtsprechung handelt es sich hierbei um kein typisches Dauerschuldverhältnis, da ständige Leistungsbereitschaft des Lieferanten nicht erforderlich ist. Der Ratenlieferungsvertrag ist grundsätzlich nicht kündbar, der Abnehmer kann aber unter bestimmten Voraussetzungen mit Wirkung für die Zukunft den Rücktritt erklären.

### Bezugslieferungsvertrag
Der Bezugsvertrag hingegen ist ein echtes Dauerschuldverhältnis in Form eines Dauerlieferungsvertrages, da er ständige Leistungsbereitschaft des Lieferanten erfordert. Seinem Grund nach wird er ohne Festlegung auf eine bestimmte Liefermenge geschlossen und gilt für eine zwar unbestimmte, mindestens aber längere Zeit. Die Leistungsmenge orientiert sich am Bedarf des Abnehmers. Als Dauerschuldverhältnis ist der Bezugsvertrag grundsätzlich kündbar, entweder außerordentlich aus wichtigem Grund nach § 314 BGB oder in entsprechender Anwendung der §§ 584, 624, 723 BGB ordentlich unter Einhaltung einer Frist.

### Wiederkehrschuldverhältnis
Abgegrenzt werden die beiden Arten der Sukzessivlieferung gegenüber dem Wiederkehrschuldverhältnis. Abgrenzungskriterium ist, dass beim Wiederkehrschuldverhältnis kein einheitliches Vertragsverhältnis vorliegt, sondern eine Reihe von Einzelverträgen. Diese werden auf der Basis eines Grund- oder Rahmenvertrages geschlossen, der jedoch nicht beiderseits zum Vertragsschluss verpflichtet (sonst wäre ein Vorvertrag gegeben). Das Reichsgericht hat noch „Zuleitungsverträge“ über die Lieferung von Wasser, Gas oder Elektrizität im Regelfall als Wiederkehrschuldverhältnisse angesehen.

## Beispiele
Beispiele für Ratenlieferungsverträge:
- Lieferung eines Lexikons in 5 Bänden,
- Süddeutsche Zeitung Bibliothek („50 große Romane des 20. Jahrhunderts“, geliefert im Wochenrhythmus),
- Abonnementverträge sofern von Anfang an bestimmt ist, wie viel geschuldet ist,

Beispiele für Bezugsverträge sind
- der Versorgungsvertrag für Wasser oder Strom (Stromliefervertrag) und der
- Bierlieferungsvertrag.